# بيل فيني
بيل فيني (بالإنجليزية: Bill Finney)‏ (5 سبتمبر 1931 في المملكة المتحدة - ) هو لاعب كرة قدم بريطاني في مركز الهجوم. لعب مع برمنغهام سيتي وستوك سيتي وكوينز بارك رينجرز وماكليسفيلد تاون ونادي روتشديل ونادي كرو ألكساندرا.